# Никольский, Пётр Андреевич
Никольский Пётр Андреевич (16 июня 1858, Томская губерния — 18 января 1921, Казань) — экономист, ординарный профессор Императорского Казанского университета.

## Биография
Пётр Андреевич Никольский родился в семье священнослужителя 16 июня 1858 года в Томской губернии. Поступил в Томскую духовную семинарию в 1875 году. Закончил её в 1879 году. После окончания семинарии П. А. Никольский с 1879 года по 1882 год работал учителем в западной Сибири.
После окончания учительской службы он сдал экзамен в Третьей казанской гимназии для получения аттестата зрелости. Далее П. А. Никольский поступил в Императорский Казанский университет на юридический факультет. Окончил университет он со степенью кандидата юридических наук в 1887 году. За успехи в науке был оставлен в Императорском Казанском университете в качестве стипендиата по политической экономии и статистике 16 июля 1887 года.
П. А. Никольский был послан в командировку 1 ноября 1889 года в Санкт-Петербург с научной целью. Командировка завершилась в мае 1890 года. В том же году он был назначен приват-доцентом по кафедре политической экономии и статистики. Спустя два года П. А. Никольский 2 мая получил степень магистра политической экономии. 17 июня 1892 года он стал экстраординарным профессором Императорского Казанского университета по кафедре полицейского права. В 1896 году 18 апреля П. А. Никольский был удостоен звания доктора политической экономии. В тот же год его назначили ординарным профессором полицейского права Императорского Казанского университета. Перешёл на кафедру политической экономии 10 апреля 1898 года.
Пётр Андреевич параллельно с преподаванием в Императорском Казанском университете стал деканом экономического факультета Казанского политехнического института в 1919 году.
Умер 18 января 1921 года в Казани.

## Труды
- О кустарном производстве в России. Пробная лекция // Учен. Зап. Каз. унив. — 1890.
- О предмете политической экономии. Вступительная лекция // Учен. Зап. Каз. унив. — 1891.
- Бумажные деньги в России. — Казань, 1892. — [4], 393 с.
- Основные вопросы страхования. — Казань, 1896. — 419 с.
- О денежных кризисах при бумажном и металлическом обращении // Вестник Европы. — 1900. — № 11.
- Золотые деньги в России // Вестник Европы. — 1901. — № 9.
- О русско-германском торговом договоре // Народн. Хоз. — 1902. — Т. IV.
- Сельское хозяйство и податная система // Вестник Европы. — 1903. — № 8.